# Джангі-тау
Джангі-тау (груз. ჯანღა, карач.-балк. Джангы тау — «Нова гора») — одна з вершин Безенгійської стіни головного Кавказького хребта. Висота 5058 м.

## Географія
Джангі-тау є частиною унікального гірського масиву — Безенгійської стіни. Знаходиться на кордоні Росії (Кабардино-Балкарія) і Грузії.
Популярне місце альпінізму.